# FanDuel
FanDuel est une entreprise américaine spécialisée dans les paris sportifs virtuels de type Ligue fantasy basée à New York et fondée en 2009.

## Historique

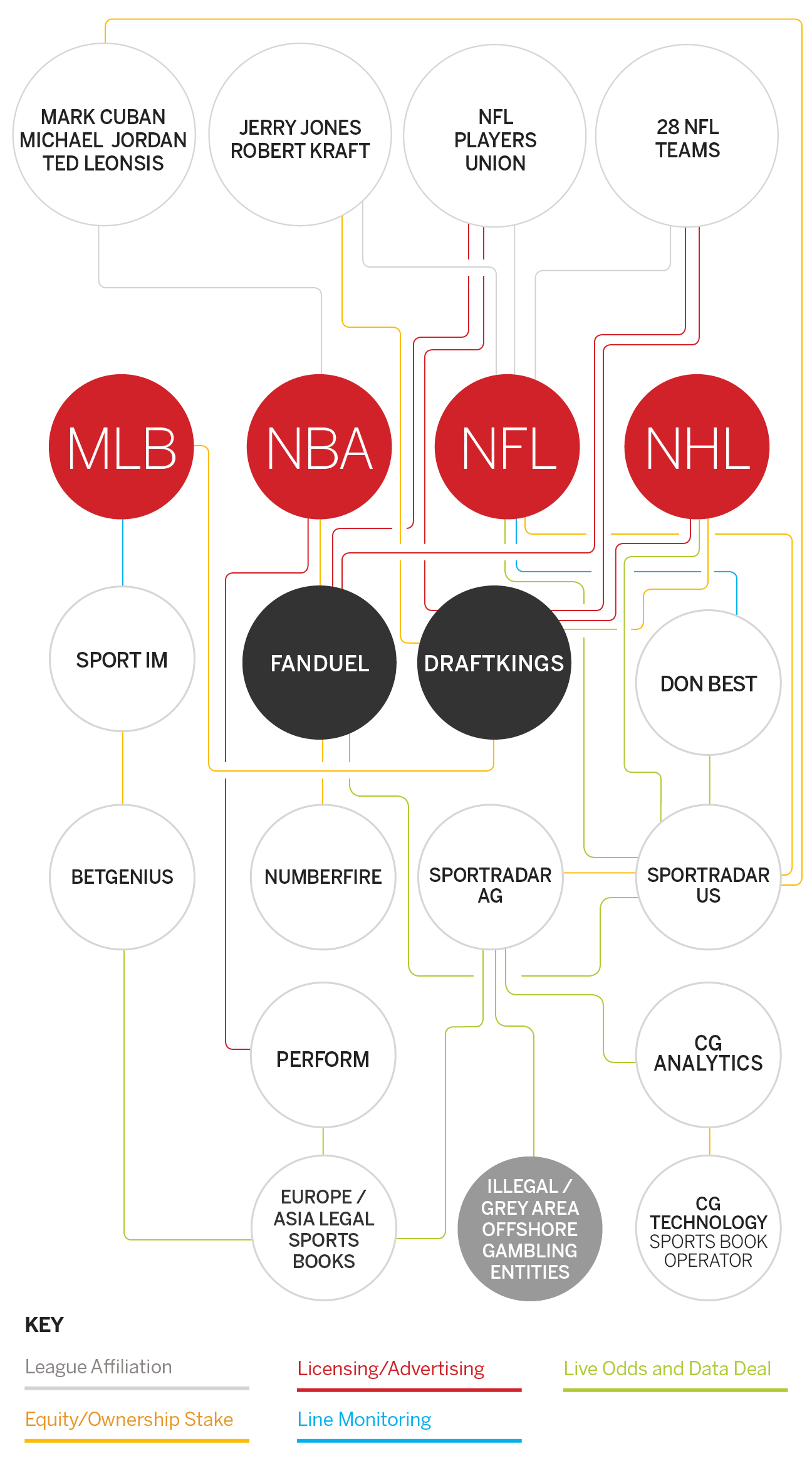
Principaux partenariats entre sites internet et associations sportives.

Le 18 novembre 2016, FanDuel et DraftKings annoncent un projet de fusion revendiquant un total de 5 millions d'utilisateurs.
Le 19 juin 2017, la Federal Trade Commission (FTC) dépose une injonction pour bloquer la fusion en raison d'un risque de monopole avec une part de marché proche des 90 % pour la combinaison,. Le 13 juillet 2017, la fusion est annulée officiellement avec raison les menaces de litige,. Le 7 septembre 2017, DraftKings et FanDuel paient chacun 1,3 million d'USD pour clore les actions judiciaires menées par le procureur général du Massachusetts sur des allégations de pratiques déloyales et trompeuses de la part des entreprises avant 2016.
Le 23 mai 2019, fuboTV et FanDuel s'associent pour intégrer des données de paris sportifs sur le service de streaming TV en direct. L'accord comprend la diffusion des chaînes de courses hippiques TVG (Television Games Network) et TVG2, tous deux détenus par FanDuel, et rebaptisées depuis FanDuel TV.